# 米尔斯普林斯战役
米尔斯普林斯战役於1862年1月19日發生在肯塔基州東部的普拉斯基郡和韋恩郡，是南軍為了得到肯塔基東部而發動的第二場戰役，最後而南軍失敗告終，入侵肯塔基東部的戰事亦告結束。
在南北戰爭裏，米尔斯普林斯战役是北軍在西部戰事中的第一場較重要和輝煌的勝仗，但同時都是肯塔基州裏的第二場最血腥的戰役（第一為同年10月8日的珀利維之役）。
而這場勝仗的輝煌很快就被格蘭特的其他戰績掩蓋了（如多納爾森堡之役和亨利堡之役）。
南軍軍官為喬治·拜伯·克里坦登，兵力為5,900人；北軍為喬治·亨利·湯馬斯，兵力為4,400人。

## 戰事
費里斯（Felix）將軍（南方）於1861年11月6日前還是駐守在坎伯蘭山口（Cumberland Gap），但他實在待不去，就先向肯塔基東部挺進，到了索默塞周邊地區，他發現米尔斯普林斯的守衛較森嚴，於是決心攻下它，並在附近地區，特別是坎伯蘭河（Cumberland River）兩岸築堡壘；同時湯馬斯（北方）收到命令，要擊退費里斯的南軍，奪回坎伯蘭河的控制權，以及打敗克里坦登（費里斯的上司）的部隊。
湯馬斯於1月17日到達Logan's Crossroads，等待漢松（Albin）的支援。
19日，克里坦登趕到米尔斯普林斯，他只知道湯馬斯已經在Logan's Crossroads，但不知道漢松的部隊亦趕到去支援湯馬斯的北軍。他遂認為南軍要獲勝最好就是進攻，先發制人。
南軍向北軍進攻，起初並無大礙，南軍不斷推進，但北軍的防線仍難以攻破，後來斯皮德·史密夫·弗賴（Speed Smith Fry）和一些北軍向克里坦登開火，克里坦登即場倒下，南軍的進攻亦失敗了；北軍反擊，向南軍的左右兩翼進攻，最後成功把他們全趕回田納西州。

## 戰事結束
北軍傷亡人數為232，南軍則有439人。
在米尔斯普林斯战役和米德爾克里克之役中，北軍成功把肯塔基裏的南軍全數擊潰，西部的南軍亦差點被打至一厥不振，直到雷斯頓·布瑞格（Braxton Bragg）上任，南軍才可再度入侵肯塔基州（但在珀利維之役中南軍敗北）。